# Quinta de São Tomás da Vila Nova

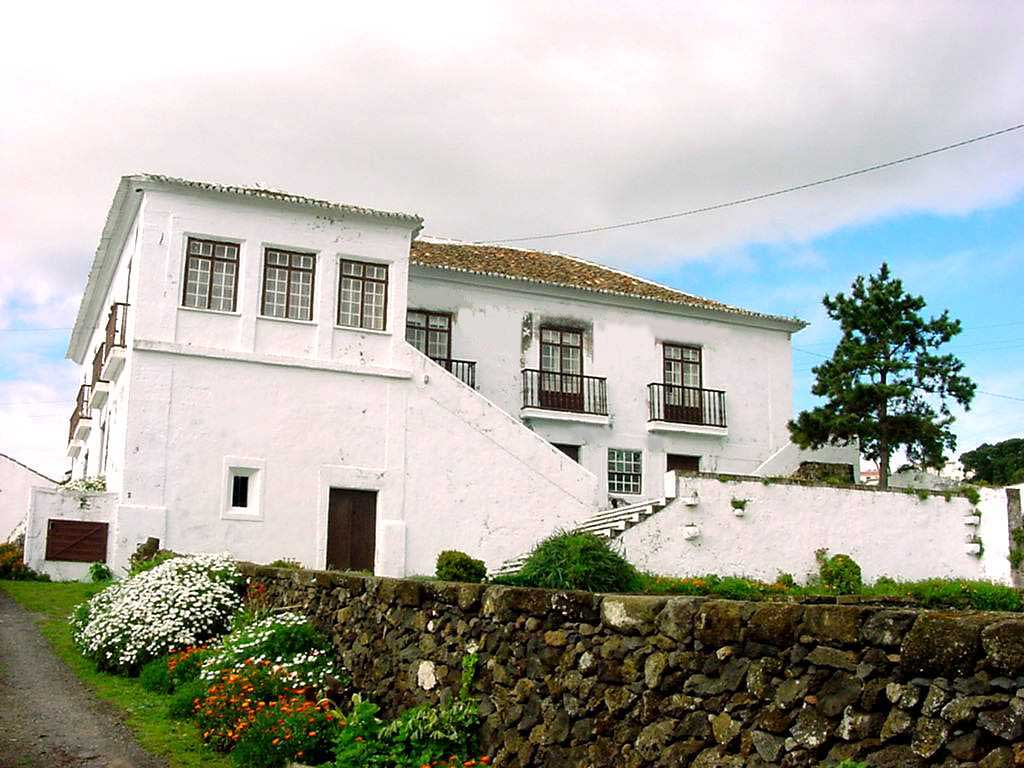
Solar da Familia Carvão, ilha Terceira, Açores.

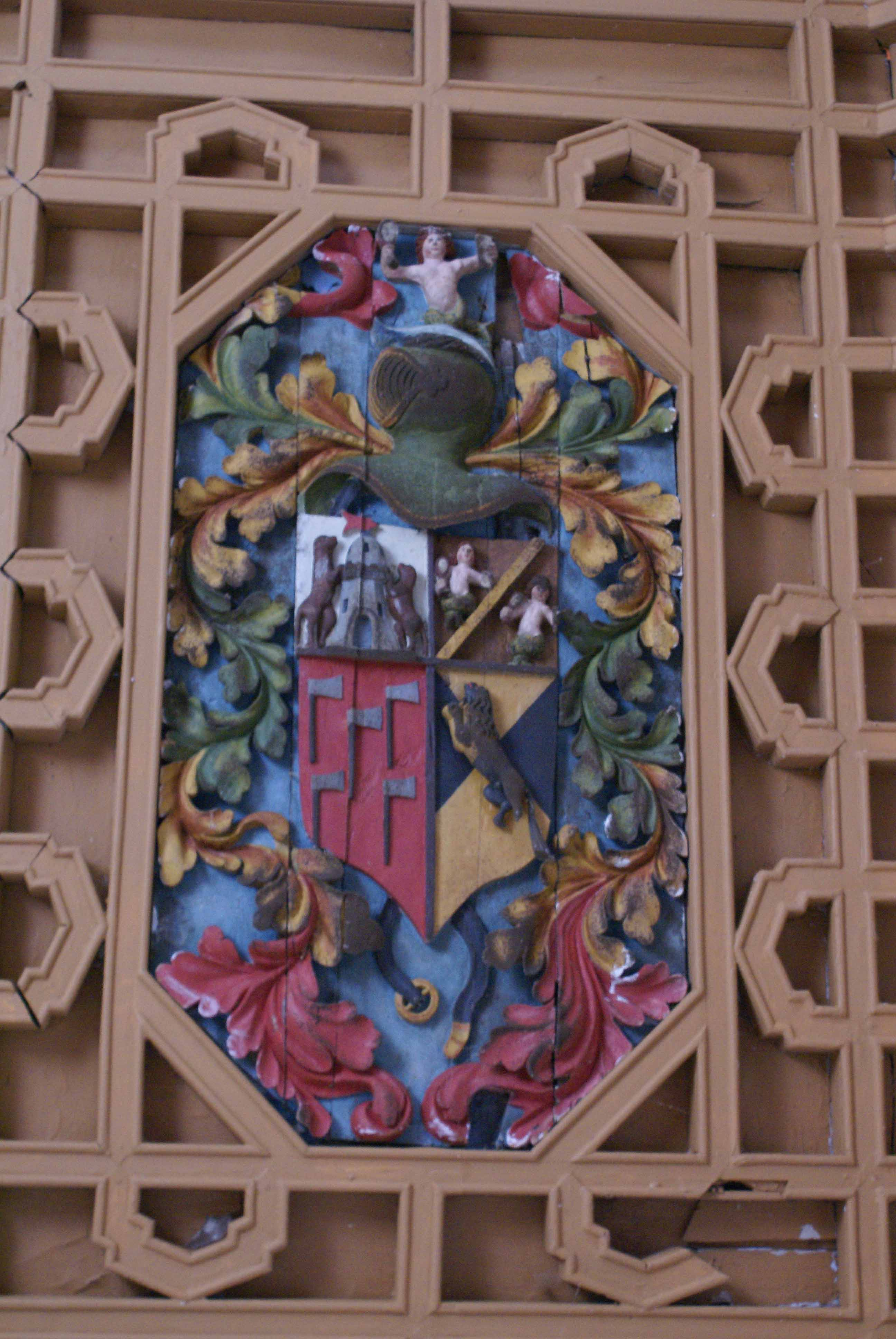
Brasão das famílias Fonseca e Ornelas que se encontra no Solar de São Tomás de Vila Nova, ilha Terceira, Açores, Portugal.

A Quinta de São Tomás da Vila Nova vulgarmente denominada Quinta dos Carvões ou Casa dos Carvões, é composta por uma vasta propriedade agrícola e um dos mais antigos solares da Ilha Terceira.
Esta Quinta portuguesa, localizada na ilha açoriana da Terceira, concelho de Angra do Heroísmo, freguesia de São Mateus da Calheta, encontra-se exactamente na zona limite que estabelece as fronteiras entre as freguesia de São Pedro e a freguesia de São Mateus da Calheta.
Outrora esta quinta era possuidora de uma ermida de apreciáveis dimensões dedicada à evocação de São Tomás, a Ermida de São Tomás da Vila Nova.